# نعلبندان
نعلبندان (خدابنده)، روستایی از توابع بخش دوتپه شهرستان خدابنده در استان زنجان ایران است.‍
روستای نعلبندان در فاصلۀ ۵ کیلومتری در شرق شهر قیدار مرکز شهرستان خدابنده واقع شده است.
نعلبندان روستایی حاصلخیز و سردسیر است.
اکثر مردم این روستا از راه کشاورزی و دامداری و عدهٔ اندکی نیز از طریق خیاطی و... کسب درآمد می کنند.
```
این روستا در کنار جاده قیدار - ابهر از سمت غرب به شهر قیدار، از شرق و جنوب شرقی به روستاهای شیخالی(شیخلو) و بجقین، از جنوب غربی به روستای لاچوان، از شمال به روستاهای نظرقلی و گوندره محدود می شود.
```

طبق سرشماری سال ۱۳۹۵ جمعیت این روستا ۱۱۴۲ نفر می باشد.

## اهالی
مردم روستای نعلبندان نام های خانوادگی متعددی از جمله بیگدلی، منصوری، منصوری نژاد، خلجی، محمدی، ارشدی، رحیمی، نعمتی، احمدی، مصلی و... دارند که بیگدلی‌ها و منصوری‌ها بیشتر ساکنان این روستا را تشکیل می‌دهند.

## جغرافیا
```
نعلبندان با توجه به شکل توپوگرافی (ناهمواری) و مجاورت آن با کوه ۲۸۱۲ متری قیدار زمینه مناسب جهت احداث قنات را داشته است.چنانکه این روستا دارای سه رشته قنات یا کهریز می باشد.دو کهریز یا قنات به نام های بؤیوک کهریز (کهریز بزرگ) و کیچیک کهریز (کهریز کوچک) با فاصلهٔ اندک از هم در داخل روستا قرار دارند که به نظر می‌رسد هستۀ اولیۀ روستا در کنار این دو منبع آب و متمایل به سمت بلندی که به قبرستان محدود می شود، شکل گرفته باشد. قنات سوم «نصراله خان کهریزی» می‌باشد که با فاصله از روستا و در محلی به نام «قوچ ارخج» قرار دارد. هر سه قنات روستا دایرند اما در سال های اخیر آبدهی آنها اندکی کاهش یافته است.
```

قنوات این روستا از معدود قنات های دشت قیدار - دوتپه می‌باشند که هنوز دایرند و آب در آنها جاری است و به نظر می رسد دلیل دایر بودن آنها هم بر می گردد به اینکه از نعلبندان تا قیدار چاه عمیقی حفر نشده است.
مردم این روستا از آب این قنات‌ها هم برای آشامیدن و هم برای آبیاری زمین های کشاورزی مجاور روستا استفاده می کنند.
روستای نعلبندان دارای تعداد زیادی چاه عمیق و نیمه عمیق و موتورخانه دستی می‌باشد که در سال‌های اخیر به دلیل استفاده بی‌رویه از آب‌های زیر زمینی برای تولید محصولات کشاورزی سطح آب‌های زیر زمینی را بیش از ۱۵ متر کاهش داده‌است.
کشاورزی در این روستا به دلیل وجود چاه‌های عمیق و موتورخانه‌ها و قنات‌هایش رونق بسیاری دارد.
کشاورزان این روستا محصولات کشاورزی مختلفی مانند گندم، جو، سیب‌زمینی، لوبیا، چغندر قند، ذرت، کلزا و... کشت می‌کنند.

## جمعیت
این روستا در دهستان حومه قرار دارد و براساس سرشماری مرکز آمار ایران در سال ۱۳۹۵، جمعیت آن ۱۱۴۲ نفر (۲۵۶خانوار) بوده‌است.